# Hartburn (Northumberland)
Pour les articles homonymes, voir Hartburn.
 (février 2024).
Hartburn est une paroisse civile et un village du Northumberland, en Angleterre. La population de la paroisse civile au recensement de 2011 était de 194 habitants.